# 帕维洛斯塔港
帕维洛斯塔港是拉脱维亚帕维洛斯塔的港务局。港口位于萨卡河的河口附近，该港口是拉脱维亚西海岸唯一的小型港口。